# شبی در طهران
شبی در طهران نمایشنامه‌ای از محمد چرم‌شیر است که در برای اولین بار در سال ۱۳۸۵ منتشر شده است. داستان این نمایشنامه مربوط به بعد از جنگ جهانی دوم است که سران کشورهای درگیر در این جنگ به ایران می‌آیند. سکینه و نباتی از شخصیت‌های نمایشنامه شبی در طهران هستند. آن‌ها از دل جامعه بیرون آمده‌اند و تصویر بعد از جنگ را روایت می‌کنند.
اتفاقاتی که در این نمایشنامه رخ می‌دهد مربوط به سال ۱۳۲۰ و زمانی است که رضاشاه تبعید و پسرش جایگزین او شده است. در این دوران کشور دچار هرج‌ومرج و حکومت نظامی دایر بود و کشورهای خارجی هم مشغول دخالت در سیاست ایران بودند، که در همین حین گوشت خر هم وارد ایران می‌شود. در فضای نسبتاً باز سیاسی پس از برکناری رضاخان، یک گروه تئاتری تصمیم به اجرای نمایشی دربارهٔ وقایع شهریور ۱۳۲۰ می‌گیرند. اداره نمایش وقت، اجازه اجرای نمایش را به آنها نمی‌دهد و گروه تصمیم می‌گیرد مخفیانه نمایش را یک شب برای دوستان خود اجرا کنند.
این نمایشنامه بارها در شهرهای مختلف روی صحنه رفته است.